# Benoît Poilvet
Benoît Poilvet (* 27. August 1976 in Saint-Brieuc) ist ein ehemaliger französischer Radrennfahrer.
Benoît Poilvet begann seine Profikarriere 2000 bei dem französischen Radsport-Team Crédit Agricole. Bei seiner einzigen Tour-de-France-Teilnahme 2003 beendet er die Rundfahrt auf dem 109. Gesamtrang. Bei der Tour de Langkawi 2006 erreichte er einen zehnten Platz in der Gesamtwertung. Einmal, 2006, bestritt er den Giro d’Italia und zweimal (2005 und 2006) die Vuelta a España. 2008 entschied er die Tour de Bretagne für sich. Nach dieser Saison beendete er seine aktive Radsport-Laufbahn als Profi.

## Erfolge
2008
- Gesamtwertung und eine Etappe Tour de Bretagne

## Teams
- 2000–2007 Crédit Agricole
- 2008 Bretagne-Armor Lux